# Trường Trung học cơ sở Trương Hán Siêu
Trường Trung học cơ sở Trương Hán Siêu là một trường Trung học cơ sở nằm trên địa bàn thành phố Ninh Bình, được thành lập năm 1993 và được mang tên theo danh nhân văn hóa đất Ninh Bình, Trương Hán Siêu. Trường được biết đến nhiều trong cả nước thông qua fanpage "Lịch sử Việt Nam qua ảnh và thơ" đã đạt giải ba quốc gia trong Khoa học kỹ thuật cấp quốc gia dành cho học sinh trung học năm học 2015- 2016 của Việt Nam.

## Lịch sử và thành tích
Trường THCS Trương Hán Siêu toạ lạc ở số 73, đường Lý Thái Tổ, phường Thanh Bình, thành phố Ninh Bình, phía sau nhà hát chèo Ninh Bình. Trường tiền thân là phân hiệu Năng khiếu của trường THCS Lý Tự Trọng – Thị xã Ninh Bình. Theo quyết định số 84/QĐ - TC ngày 12/08/1993 của Giám đốc Sở Giáo dục và Đào tạo Ninh Bình, phân hiệu Năng khiếu được tách ra thành trường Năng khiếu Thị xã Ninh Bình và đến năm 1997, thực hiện Nghị quyết Trung ương về việc xoá trường chuyên, lớp chọn, trường được đổi tên thành trường THCS Trương Hán Siêu, trường mang cái tên đó cho tới nay.
Năm 2009, nhà trường được Nhà nước tặng thưởng Huân chương Lao động Hạng Ba, đến năm 2011 được tặng thưởng cờ thi đua Đơn vị lá cờ đầu của ngành giáo dục thành phố Ninh Bình. Năm 2018, trường được Chủ tịch nước tặng thưởng Huân chương Lao động hạng Nhì. Nhiều năm liền trường đạt danh hiệu tiên tiến xuất sắc, được Thủ tướng Chính phủ tặng bằng khen.

## Thành tích nổi bật
Trường THCS Trương Hán Siêu là một ngôi trường trẻ nhưng có bề dày thành tích, chỉ tính từ năm 2010 đến năm 2015 đã có 11 học sinh đạt Giải học sinh giỏi cấp Quốc gia, 102 học sinh đạt giải học sinh giỏi cấp tỉnh, ngoài ra còn nhiều giải nhất, nhì trong các cuộc thi như Violympic, IOE và các cuộc thi khác. Chất lượng đỗ vào lớp 10 chuyên và đại trà luôn xếp thứ nhất toàn tỉnh. Năm 2008, trường được Trung ương Đoàn Thanh niên Cộng sản Hồ Chí Minh và Hội đồng Đội trung ương chọn tổ chức phát động phong trào thi đua "Xây dựng trường học thân thiện, học sinh tích cực". Năm 2016, dự án fanpage facebook "Lịch sử Việt Nam qua ảnh và thơ" đã đạt giải ba quốc gia trong cuộc thi Khoa học kỹ thuật cấp quốc gia dành cho học sinh trung học năm học 2015- 2016; Giấy khen, giấy chứng nhận và phần thưởng của Nhà xuất bản ĐHSP Hà Nội; Giấy chứng nhận và phần thưởng của ĐH Thái Nguyên.

### Cá nhân nổi bật
- Nguyễn Tử Quảng - Giám đốc Trung tâm an ninh mạng Quốc gia
- Đinh Thành Trung – Giảng viên khoa Toán trường Đại học Utah (Mỹ)
- Đinh Hữu Toàn – Viện Khoa học và công nghệ Việt Nam
- Lã Phương Anh – là Du học sinh tiêu biểu vinh dự được gặp Tổng thống Mỹ George W. Bush
- Ninh Đức Hoàng Long - giải nhất tuổi 18-25 tại cuộc thi opera quốc tế Simándy József lần thứ 9 diễn ra ở Szeged, Hungary đầu tháng 4 năm 2016.[3][9]

### Dự án học Sử qua fanpage
Dự án fanpage facebook "Lịch sử Việt Nam qua ảnh và thơ" của nhà trường đã đạt giải ba quốc gia trong cuộc thi Khoa học kỹ thuật cấp quốc gia dành cho học sinh trung học Việt Nam năm học 2015- 2016; ngoài ra còn được Giấy khen, giấy chứng nhận và phần thưởng của Nhà xuất bản ĐHSP Hà Nội; Giấy chứng nhận và phần thưởng của ĐH Thái Nguyên. Những giáo viên nòng cốt của nhà trường ở fanpage này bao gồm thầy Trần Minh Tú, cô Vũ Ngọc Lan Anh, và một số giáo viên khác. Từ thực trạng nhiều học sinh không hứng thú học Lịch sử, hiểu biết về lịch sử dân tộc rất hạn chế, ít chọn thi môn Lịch sử, chưa thực sự tập trung tìm hiểu sâu bài học mà chỉ dừng lại ở mức độ học thuộc những gì thầy cô cho ghi,... mà nhà trường đã lập ra fanpage này vào năm 2015 để thay đổi cách nhìn nhận của học sinh về môn học này. Dự án nhanh chóng nhận được nhiều lượt thích trên các trang mạng xã hội và đã đạt đến giải ba cấp quốc gia của năm học 2015-2016. Tính đến hết tháng 2 năm 2016, trang fanpage đã cập nhật 608 ảnh và các kiến thức Lịch sử có liên quan tới các bức ảnh đó; 49 video phim tài liệu lịch sử; 24 video phim hoạt hình lịch sử; đố vui lịch sử; thơ lịch sử gồm cả sưu tầm và tự sáng tác và 35 audio. Các bài thơ về lịch sử chủ yếu được thầy Trần Minh Tú sáng tác. Kết quả là chất lượng học sử của nhà trường được nâng cao, ngoài ra từ một trường có chất lượng bồi dưỡng học sinh giỏi kém về môn này của thành phố đã vươn lên tốp đầu. Cũng từ việc đạt giải ba quốc gia và sức lan truyền của dự án trên mạng xã hội mà nhà trường đã tạo được dấu ấn, giúp cho trường được cả nước biết đến nhiều hơn.